# Como Aproveitar o Fim do Mundo
Como Aproveitar o Fim do Mundo é uma série de televisão produzida pela TV Globo e exibida de 1 de novembro até 20 de dezembro de 2012, em 8 episódios. Escrita por Fernanda Young e Alexandre Machado, com direção geral de José Alvarenga Júnior.
Alinne Moraes e Danton Melo interpretam os protagonistas da série, que tem como tema principal o fenômeno 2012, interpretado como o "fim do mundo".
Em 2013, a série foi lançada em DVD em uma edição diferenciada, em formato de filme, originalmente imaginada pelo diretor José Alvarenga Jr.

## Enredo
Quando os Maias previram o fim dos tempos, há quase dois mil anos, eles nem precisavam se desesperar porque ainda tinham muito tempo para aproveitar. Mas agora os tempos são outros! E com a proximidade da data maia apocalíptica, 21 de dezembro de 2012, a mística Kátia, se agarra à profecia e vive realmente como se não houvesse o amanhã.
A personagem quer aproveitar o fim do mundo para resolver tudo que não conseguiu ao longo da vida. Com uma lista na mão dos maiores erros da sua vida, Kátia vai tentar consertar um por um. E olha que a lista é longa e contempla desde ideias de vingança até outras, mais românticas ou sexuais.
O destino de Kátia, que trabalha em um departamento pessoal, acaba se cruzando com o de Ernani, técnico de contabilidade certinho e cético. Ele marca suas férias para o dia 22 de dezembro deste ano, ou seja, um dia depois do mundo acabar, e Kátia tenta alertá-lo sobre o engano. Claro que a moça vai usar todas as suas armas e teorias para convencê-lo de que o fim está próximo.
A partir daí, então, os dois se envolvem em situações divertidas e bem escrachadas até que se apaixonam um pelo outro, e a comédia continua rolando solta. Kátia revela a Ernani, antes da fatídica data 21 de dezembro, que sua vida sempre foi uma perda de tempo no que diz respeito a relacionamentos, e acreditava que mais cedo ou mais tarde, toda sua rotina com alguém sempre acabava perdendo seu encanto, o que ela chamou de "desgaste natural das coisas". Como era de se esperar, o mundo não acaba no dia 21 de dezembro de 2012, embora Kátia tenha esperado por esse momento ansiosamente ao lado de Ernani, e começa a acreditar que também não dá mais certo seu relacionamento com ele. Ernani, então, a surpreende com uma nova profecia escatológica da nebulosa que chegaria ao Sistema Solar em 2014 (nuvem do caos), acabando com tudo, e diz a Kátia que pesquisou tudo pela internet. Então, Kátia se alegra e diz que tem muito a aproveitar ao lado de Ernani antes do "novo fim do mundo", agora no ano da Copa do Mundo do Brasil. Apesar de ser uma série de TV cômica, "Como Aproveitar o Fim do Mundo" tem uma importante lição de vida implícita: temos que aproveitar o momento e amar as pessoas como se não houvesse amanhã.

## Elenco

### Principal
| Intérprete     | Personagem      |
| -------------- | --------------- |
| Alinne Moraes  | Kátia Dornellas |
| Danton Mello   | Ernani da Silva |
| Nelson Freitas | Ramon (Raposo)  |

### Participações Especiais (Em Ordem Alfabética)
| Intérprete                | Personagem          |
| ------------------------- | ------------------- |
| Alberto Brigadeiro        |                     |
| Amaurih Oliveira          | Wesley              |
| Ângela Rabelo             | Elza                |
| Alejandro Claveaux        | Leandro             |
| Bárbara Lucas             |                     |
| Carlos Capeletti          |                     |
| Carolina Taulois          | Carla               |
| Eduardo Mancini           | Bêbado              |
| Fábio Herford             |                     |
| Fernando Dias             |                     |
| Helena Cerello            | Lívia               |
| Johnny Serafim            |                     |
| Jorge Cerruti             | Professor de física |
| José Araújo               |                     |
| Keli Freitas              | Regina              |
| Luiz Serra                | Seu Osmar           |
| Marcelo Ferraro           |                     |
| Maria Eduarda de Carvalho | Silvia              |
| Marino Rocha              | Dono do motel       |
| Martha Nowill             | Letícia             |
| Patrícia Batitucci        |                     |
| Regina Sampaio            | Esther de Azevedo   |
| Renato Caldas             | Nuno                |
| Rodrigo Candelot          |                     |
| Rodrigo Rangel            |                     |
| Sílvio Ferrari            |                     |
| Vitor Lucas               |                     |

### Elenco de Apoio
| Alessandra Lia      |
| Ana Teresa Welerson |
| Jaqueline Dantas    |
| Lu Camy             |
| Mariana Consoli     |
| Alexandre Vollu     |
| Alessandro Anes     |
| Leandro da Matta    |
| Nando Lopes         |
| WMarcão             |

## Episódios
| Nº | Data                   | Título                              |
| -- | ---------------------- | ----------------------------------- |
| 1  | 1 de novembro de 2012  | O Começo do Fim                     |
| 2  | 8 de novembro de 2012  | Está na Hora de Dizer que eu te Amo |
| 3  | 15 de novembro de 2012 | Nem Tudo é o que Parece ser         |
| 4  | 22 de novembro de 2012 | Com Alguma Coisa em Comum           |
| 5  | 29 de novembro de 2012 | Está na Hora de Dizer eu te Amo     |
| 6  | 6 de dezembro de 2012  | Acertando as Contas                 |
| 7  | 13 de dezembro de 2012 | Hora de Chutar o Balde              |
| 8  | 20 de dezembro de 2012 | As Últimas 24 Horas                 |

## Versão Americana
Em 12 de maio de 2016, o canal norte-americano The CW aprovou a criação de uma série de televisão baseada em Como Aproveitar o Fim do Mundo. Com o título de ''No Tomorrow'', a história acompanha Evie (Tori Anderson), uma analista de riscos apaixonada por Xavier (Joshua Sasse), que curte a vida sem se importar com as consequências, pois acredita que o apocalipse está chegando. 